# Vernon Goodridge
Vernon Goodridge, né le 18 février 1984, à Bridgetown, à la Barbade, est un joueur américano-barbadien de basket-ball. Il évolue au poste d'ailier fort.